# شهرستان اریمن‌تاو
شهرستان اِرِیمِن‌تاو (به قزاقی: Ерейментау ауданы، ەرەيمەنتاۋ اۋدانى) یک شهرستان در قزاقستان است که در استان آق‌مولا واقع شده‌است.

## خصوصیات
شهرستان اریمنتاو ۳۰٬۴۱۳ نفر جمعیت دارد.